# 中央儲備銀行券

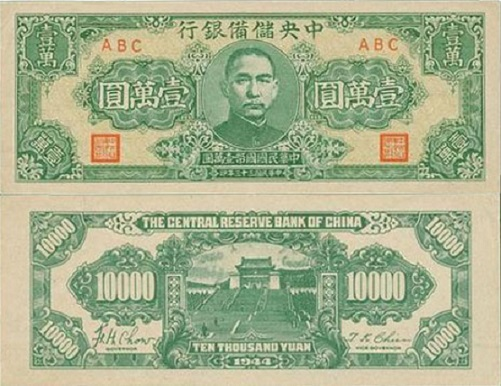
一万円札

中央儲備銀行券（ちゅうおうちょびぎんこうけん）、略称は儲備券、は日中戦争期、汪兆銘政権が発行した通貨であり、発券銀行は中央儲備銀行である。
日中戦争期、臨時政府の統治地域では中国聯合準備銀行が発行する聯銀券、維新政府の統治地域では華興商業銀行が発行する華興券がそれぞれ流通していたほか、軍票、国民政府が発行する法幣、中共の辺区券も流通した。特に維新政府の統治地域では法幣の力が強く、華興券の普及は進まなかった。
汪兆銘政権は中央儲備銀行の設立と同時に、儲備券の発行を開始し、華興券を取り替わる計画を策定した。儲備銀行の設立時期は1940年10月10日と計画したが、人事調整の難航で1941年の年明けに遅れた。儲備券の発行は汪兆銘政権の対重慶国民政府の経済戦の一環でもあった。法幣との交換レートだが、日本軍は1儲備券=50法幣を提案したが、周仏海は1対1を提案した。妥協した結果、50儲備券=100法幣のレートを決めた。太平洋戦争が始まると、汪兆銘政権は1942年5月31日から法幣の流通を禁じた。1943年3月24日からは華中での軍票の新規発行も停止し、儲備券一本化を進め、法幣の回収を図った。
なお、華北政務委員会が管轄する地域では引き続き聯銀券を使用し、儲備券はあまり流通しなかった。両者の交換レートは1聯銀券=18儲備券だった。
戦争中、登戸研究所が法幣の偽札を大量生産したに対し、重慶国民政府の軍統も儲備券の偽札を大量印刷した。偽札対策のため、中央儲備銀行は1942年から毎年、儲備券の券面デザインを刷新した。偽札の横行に加え、戦費支出の増加もあり、儲備券の発行残高は増え続け、ハイパーインフレを引き起こした。1943年半ば以降、中央儲備銀行は横浜正金銀行と預け合い契約を交わし、日本側の戦費は横浜正金銀行にある中央儲備銀行の預金口座に入れられた。この仕組みで儲備券は事実上上限なしに引き出されるようになったので、インフレ傾向が一層顕著になった。さらに、1945年に入ると、日本の戦局悪化でインフレが極度に進行し、紙幣の最高額面も更新し続けたが、購買力は印刷の原価にも及ばなかった。一例として、1945年12月時点、上海の物価は戦前（1937年7月）の885倍である。儲備券の発行残高は1941年7月では7624万円だったが、1945年8月には2兆6972億円に激増し、1945年9月では4.6兆円に上った。
日中戦争が終戦した後、国民政府財政部は1945年9月27日に『偽中央儲備銀行鈔票收換辦法』を公表し、1法幣=200儲備券の交換レートを決定した。このレートは実勢レート（1法幣=50儲備券ぐらい）と大きく乖離したため、上海など儲備券が流通した地域では一時期、急激なデフレーションを誘発した。法幣を基準にすれば、儲備券の価値は発行当初の400分の1となった。1945年11月、国民政府は中央儲備銀行券の流通を禁止した。

## 紙幣

### 1940年（民国二十九年）版
| 画像 | 画像 | 額面         | 発行年                |
| 表面 | 裏面 | 額面         | 発行年                |
| ---- | ---- | ------------ | --------------------- |
|      |      | 壹分（1銭）  | 民国二十九年 (1940年) |
|      |      | 伍分（5銭）  | 民国二十九年 (1940年) |
|      |      | 壹角（10銭） | 民国二十九年 (1940年) |
|      |      | 貳角（20銭） | 民国二十九年 (1940年) |
|      |      | 伍角（50銭） | 民国二十九年 (1940年) |
|      |      | 壹圓（1円）  | 民国二十九年 (1940年) |
|      |      | 伍圓（5円）  | 民国二十九年 (1940年) |
|      |      | 拾圓（10円） | 民国二十九年 (1940年) |

### 1942年（民国三十一年）版
| 画像 | 画像 | 額面            | 発行年                |
| 表面 | 裏面 | 額面            | 発行年                |
| ---- | ---- | --------------- | --------------------- |
|      |      | 壹百圓（100円） | 民国三十一年 (1942年) |
|      |      | 伍百圓（500円） | 民国三十一年 (1942年) |
|      |      |                 | 民国三十一年 (1942年) |

### 1943年（民国三十二年）版
| 画像 | 画像 | 額面            | 発行年                |
| 表面 | 裏面 | 額面            | 発行年                |
| ---- | ---- | --------------- | --------------------- |
|      |      | 壹角（10銭）    | 民国三十二年 (1943年) |
|      |      | 貳角（20銭）    | 民国三十二年 (1943年) |
|      |      | 伍角（50銭）    | 民国三十二年 (1943年) |
|      |      |                 | 民国三十二年 (1943年) |
|      |      | 壹圓（1円）     | 民国三十二年 (1943年) |
|      |      | 拾圓（10円）    | 民国三十二年 (1943年) |
|      |      | 壹百圓（100円） | 民国三十二年 (1943年) |
|      |      |                 | 民国三十二年 (1943年) |
|      |      | 伍百圓（500円） | 民国三十二年 (1943年) |
|      |      |                 | 民国三十二年 (1943年) |
|      |      |                 | 民国三十二年 (1943年) |
|      |      |                 | 民国三十二年 (1943年) |
|      |      |                 | 民国三十二年 (1943年) |
|      |      |                 | 民国三十二年 (1943年) |
|      |      |                 | 民国三十二年 (1943年) |
|      |      |                 | 民国三十二年 (1943年) |
|      |      |                 | 民国三十二年 (1943年) |

### 1944年（民国三十三年）版
| 画像 | 画像 | 額面               | 発行年                |
| 表面 | 裏面 | 額面               | 発行年                |
| ---- | ---- | ------------------ | --------------------- |
|      |      | 壹佰圓（100円）    | 民国三十三年 (1944年) |
|      |      | 貳百圓（200円）    | 民国三十三年 (1944年) |
|      |      | 壹仟圓（2,000円）  | 民国三十三年 (1944年) |
|      |      |                    | 民国三十三年 (1944年) |
|      |      |                    | 民国三十三年 (1944年) |
|      |      |                    | 民国三十三年 (1944年) |
|      |      |                    | 民国三十三年 (1944年) |
|      |      | 壹萬圓（10,000円） | 民国三十三年 (1944年) |
|      |      |                    | 民国三十三年 (1944年) |
|      |      |                    | 民国三十三年 (1944年) |
|      |      |                    | 民国三十三年 (1944年) |

### 1945年（民国三十四年）版
| 画像 | 画像 | 額面                | 発行年                |
| 表面 | 裏面 | 額面                | 発行年                |
| ---- | ---- | ------------------- | --------------------- |
|      |      | 伍仟圓（5,000円）   | 民国三十四年 (1945年) |
|      |      | 伍仟圓（5,000円）   | 民国三十四年 (1945年) |
|      |      | 伍仟圓（5,000円）   | 民国三十四年 (1945年) |
|      |      | 拾萬圓（100,000円） | 民国三十四年 (1945年) |
|      |      |                     | 民国三十四年 (1945年) |